# Emilia Wojtyła
Emilia Wojtyła, z domu Kaczorowska (ur. 26 marca 1884 w Krakowie, zm. 13 kwietnia 1929 w Wadowicach) – matka Karola Józefa Wojtyły, późniejszego papieża Jana Pawła II, Służebnica Boża Kościoła katolickiego.

## Życiorys
Córka Anny Marii Scholz (wymiennie Szolc) (1853–1897) i Feliksa Kaczorowskiego (1849–1908). Wywodziła się ze skromnej rodziny rzemieślniczej. Była piątym z trzynaściorga dzieci. Członkowie jej rodziny pochodzili z Białej, obecnie części Bielska-Białej, skąd przenieśli się do Krakowa. Jej siostrzeńcem był oficer Wojska Polskiego Aleksander Florkowski (żonaty z córką Franciszka Stoka). Emilia Kaczorowska ukończyła 8-letnią szkołę zakonną prowadzoną przez Siostry Miłości Bożej i była praktykującą katoliczką.
Wyszła za mąż za Karola Wojtyłę. Dokładna data ich ślubu była przez wiele lat nieznana. Przyjmowano rok 1904, czasem podawano także 1903, 1905 i 1906. Dopiero w publikacji Mileny Kindziuk zamieszczony został odpis aktu ślubu, zgodnie z którym związek został zawarty 10 lutego 1906 roku w Krakowie w ówczesnym kościele garnizonowym Świętych Apostołów Piotra i Pawła. Po wyjściu za mąż dorywczo zajmowała się krawiectwem.
Mieli troje dzieci:
- Edmunda, który urodził się 27 sierpnia 1906; był lekarzem w szpitalu w Bielsku, zmarł w czasie epidemii szkarlatyny w 1932,
- Olgę Marię, która urodziła się i zmarła 7 lipca 1916 roku[5],
- Karola Józefa, późniejszego papieża.

Emilia Wojtyła zmarła w 1929 w wyniku zapalenia mięśnia sercowego i niewydolności nerek, jak zostało napisane w akcie zgonu. Niektóre źródła błędnie podają, że w czasie porodu czwartego dziecka. Została pochowana w grobowcu rodziny Kuczmierczyków, swoich krewnych, na Cmentarzu Rakowickim w Krakowie. Do dzisiaj zachował się pomnik na grobowcu z wyrytym nazwiskiem Emilii Wojtyłowej.
W 1934 jej prochy zostały przeniesione do grobowca rodzinnego na Cmentarz wojskowy przy ul. Prandoty 1, gdzie spoczywa wraz z mężem, synem Edmundem oraz rodzicami.

## Tablica przodków
| Tablica rodowodowa                              |                                                                                            |                                                                                            |                                                                                            |                                                                                            |
| Pradziadkowie                                   | Jan Kaczorowski (1741–14.04.1827) Ewa Adamkiewicz (1760–14.10.1830)                        | Jan Malinowski (~1779–?) Agata Migora (28.01.1790–?)                                       | Józef Scholz (1790–1856) Łucja Podworska (1790–22.12.1856)                                 | Jan Rubicki (1778–19.03.1841) Marianna Szafran (27.06.1786–17.08.1864)                     |
| Dziadkowie                                      | Mikołaj Kaczorowski (1797–7.07.1872) Urszula Malinowska (22.10.1818–7.10.1873)             | Mikołaj Kaczorowski (1797–7.07.1872) Urszula Malinowska (22.10.1818–7.10.1873)             | Jan Franciszek Scholz (12.10.1815–9.03.1882) Zuzanna Rubicka (3.05.1821–21.04.1900)        | Jan Franciszek Scholz (12.10.1815–9.03.1882) Zuzanna Rubicka (3.05.1821–21.04.1900)        |
| Rodzice                                         | Feliks Paweł Kaczorowski (21.05.1849–19.08.1908) Maria Anna Scholz (18.02.1854–21.04.1897) | Feliks Paweł Kaczorowski (21.05.1849–19.08.1908) Maria Anna Scholz (18.02.1854–21.04.1897) | Feliks Paweł Kaczorowski (21.05.1849–19.08.1908) Maria Anna Scholz (18.02.1854–21.04.1897) | Feliks Paweł Kaczorowski (21.05.1849–19.08.1908) Maria Anna Scholz (18.02.1854–21.04.1897) |
| Emilia Anna Kaczorowska (26.03.1884–13.04.1929) |                                                                                            |                                                                                            |                                                                                            |                                                                                            |

## Proces beatyfikacji
Z inicjatywy archidiecezji krakowskiej podjęto działania w celu wyniesienia jej na ołtarze. Po otrzymaniu zgody Konferencji Episkopatu Polski oraz Stolicy Apostolskiej tzw. nihil obstat w 2020, 11 marca tegoż roku metropolita krakowski abp Marek Jędraszewski ogłosił decyzję o rozpoczęciu procesu jej beatyfikacji. Proces beatyfikacyjny rodziców Jana Pawła II rozpoczął się 7 maja 2020 w bazylice Ofiarowania NMP w Wadowicach. Odtąd przysługuje jej tytuł Służebnicy Bożej. Powołano trybunał beatyfikacyjny w następującym składzie:
- ks. dr Andrzej Scąber – delegat arcybiskupa
- ks. Tomasz Szopa – promotor sprawiedliwości
- ks. Grzegorz Kotala – notariusz procesu
- ks. Paweł Ochocki  – notariusz procesu

Postulatorem procesu na szczeblu diecezjalnym mianowano ks. dr. Sławomira Odera.

## Upamiętnienie

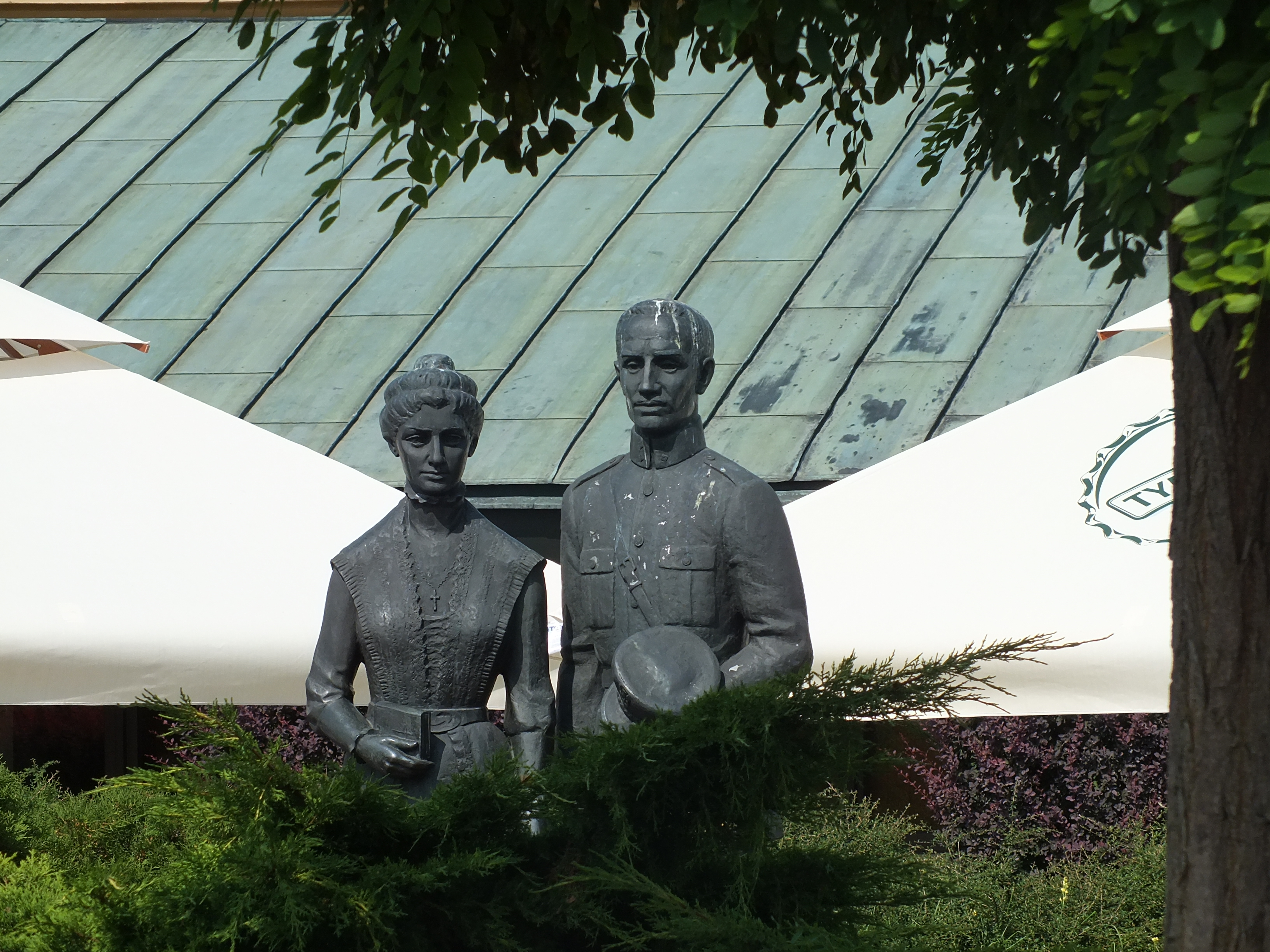
Pomnik w Częstochowie, 2018

W sierpniu 1991 w Częstochowie odsłonięto blisko Jasnej Góry przy Domu Pielgrzyma im. św. Jana Pawła II pomnik Emilii i Karola Wojtyłów.
Jej imieniem nazwano tunel drogowy w województwie śląskim wybudowany w marcu 2010 roku (Tunel Emilia). W 2018 jej imię i męża nadano jednej z ulic w Lublinie. Wojtyłowie są również patronami ulicy w Wadowicach. Rolę Emilii Wojtyły w filmie Jan Paweł II zagrała Izabela Kuna.